# Voltes de Ca l'Arau
Les Voltes de Ca l'Arau és una obra d'Olot (Garrotxa) inclosa a l'Inventari del Patrimoni Arquitectònic de Catalunya.

## Descripció
Malgrat que la urbanització de la sortida de l'Horta del Convent del Carme es va realitzar a finals del segle xix, l'edificació de les voltes de Ca l'Arau és molt més antiga. Disposa de planta rectangular amb façanes als carrers P. A. Soler, Monte Carmelo i Valls Vells. Té planta baixa, amb 10 àmplies arcades de punt rodó, que ja a finals del segle passat eren cegades i tres pisos superiors. Disposa d'àmplies obertures, tant de finestres com balcons i el seu estat genera és d'abandó. Avui només hi viu una família i en condicions precàries.

## Història
Entre els anys 1860 i 1880 es du a terme la urbanització del carrer Mulleres i de la sortida de l'Horta del Carme (avui P. A. Soler). A Olot treballaven els següents mestres d'obres: Pujol, Salvat i Codormí, etc. a més d'algun arquitecte gironí com Sureda. El creixement de la capital de la Garrotxa es fa igualment pels sectors de Sant Roc, el Firal i la plaça Palau. Tanmateix, els projectes de més envergadura d'aquest moment són la plaça Clarà i el passeig de Barcelona.